# Quicksilver Software
Pour les articles homonymes, voir Quicksilver.
Quicksilver Software est un studio américain de développement de jeux vidéo fondé en 1984 et basé à Irvine en Californie.
L'entreprise a été fondée par trois anciens programmeurs de Mattel Electronics : Bill Fisher, Stephen Roney et Mike Breen.

## Ludographie
- 1991 : Castles
- 1994 : Castles II: Siege and Conquest
- 1996 : Conquest of the New World
- 1997 : Star Trek: Starfleet Command
- 2000 : Invictus: In the Shadow of Olympus
- 2003 : Master of Orion III
- 2006 : Star Trek: Tactical Assault